# Ruska (servis)

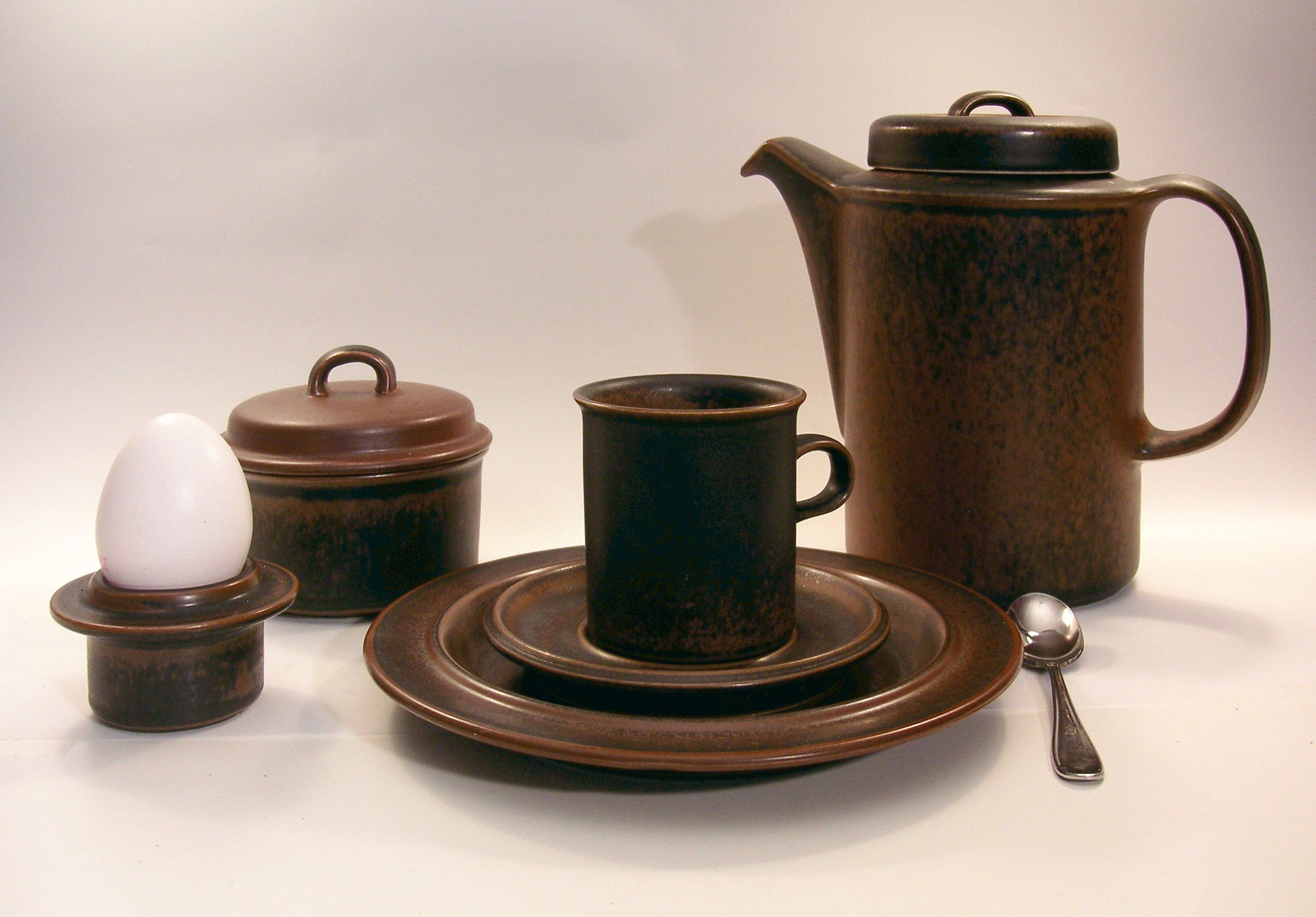
Servisdelar i Ruska-serien

Ruska ("höstfärg") är en servis i stengods, som tillverkades av finländska Arabia mellan 1961 och 1999.
Ruska, både form och utformning av glasyren, formgavs av Ulla Procopé. Den var den servis som under längst period ingick i Arabias produktion. Formen, "S-modellen", användes också för andra Arabia-serviser, till exempel den handmålade "Anemone" med blå blomsterdekor, den handmålade "Rosmarin" med blomsterdekor i rostrött och brunt och "Otso" (svenska: mansnamnet "Björn") med brun dekor. 
Ruskas glasyr är spräckligt brun med små skillnader mellan olika exemplar och liknar japansk raku-keramik. Den görs med en metod, där pulvriserat järn appliceras på en matt glasyr, vilket ger varje exemplar ett individuellt och hantverksmässigt utseende.

## Bildgalleri

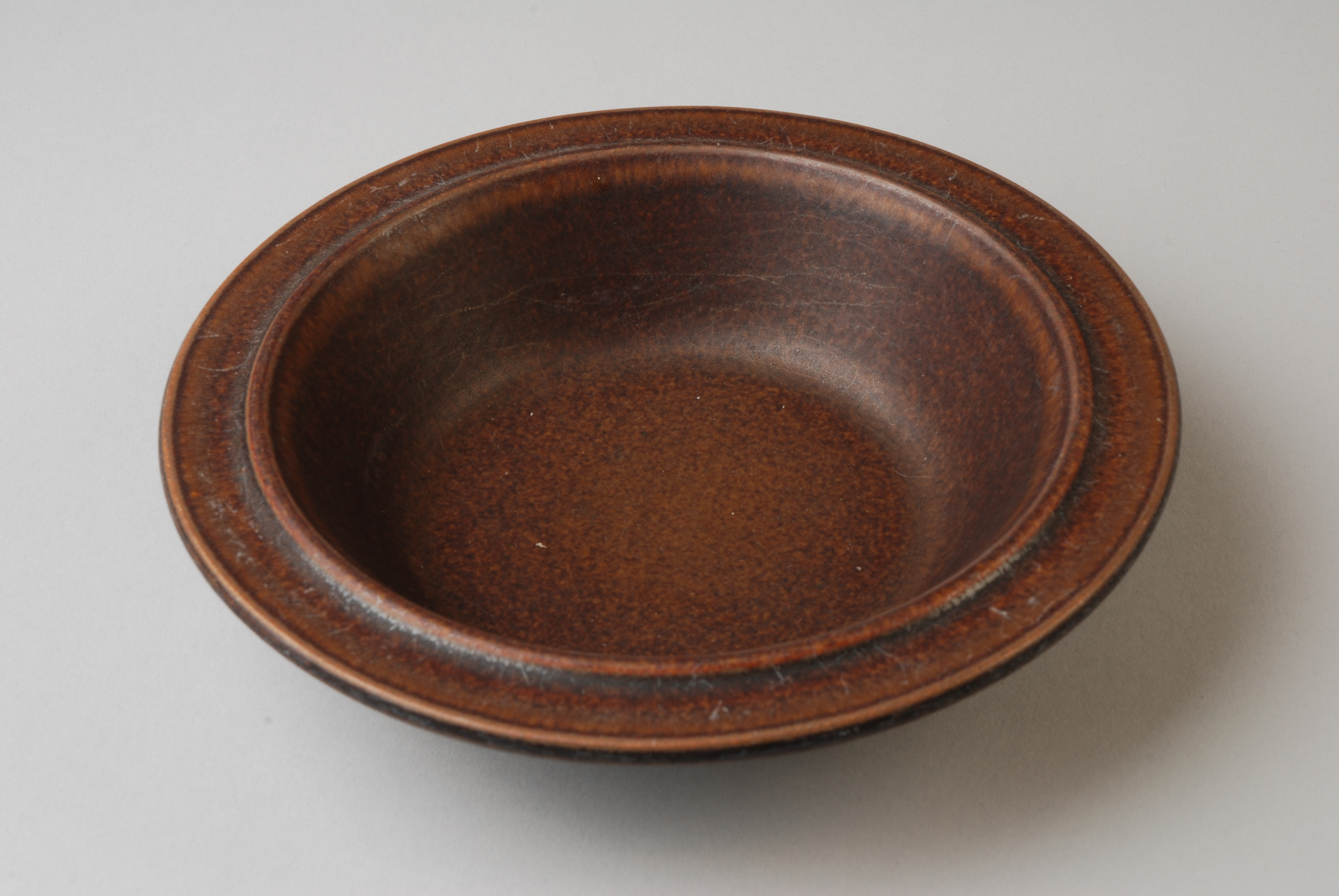
Djup tallrik med diameter 17,5 centimeter, vikt 4,0 hektogram.
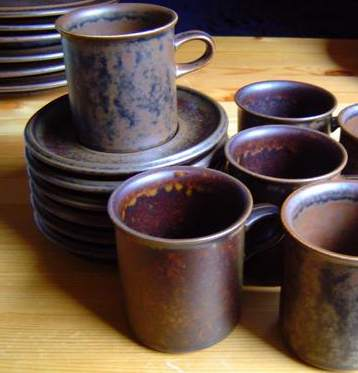
Kaffekoppar.
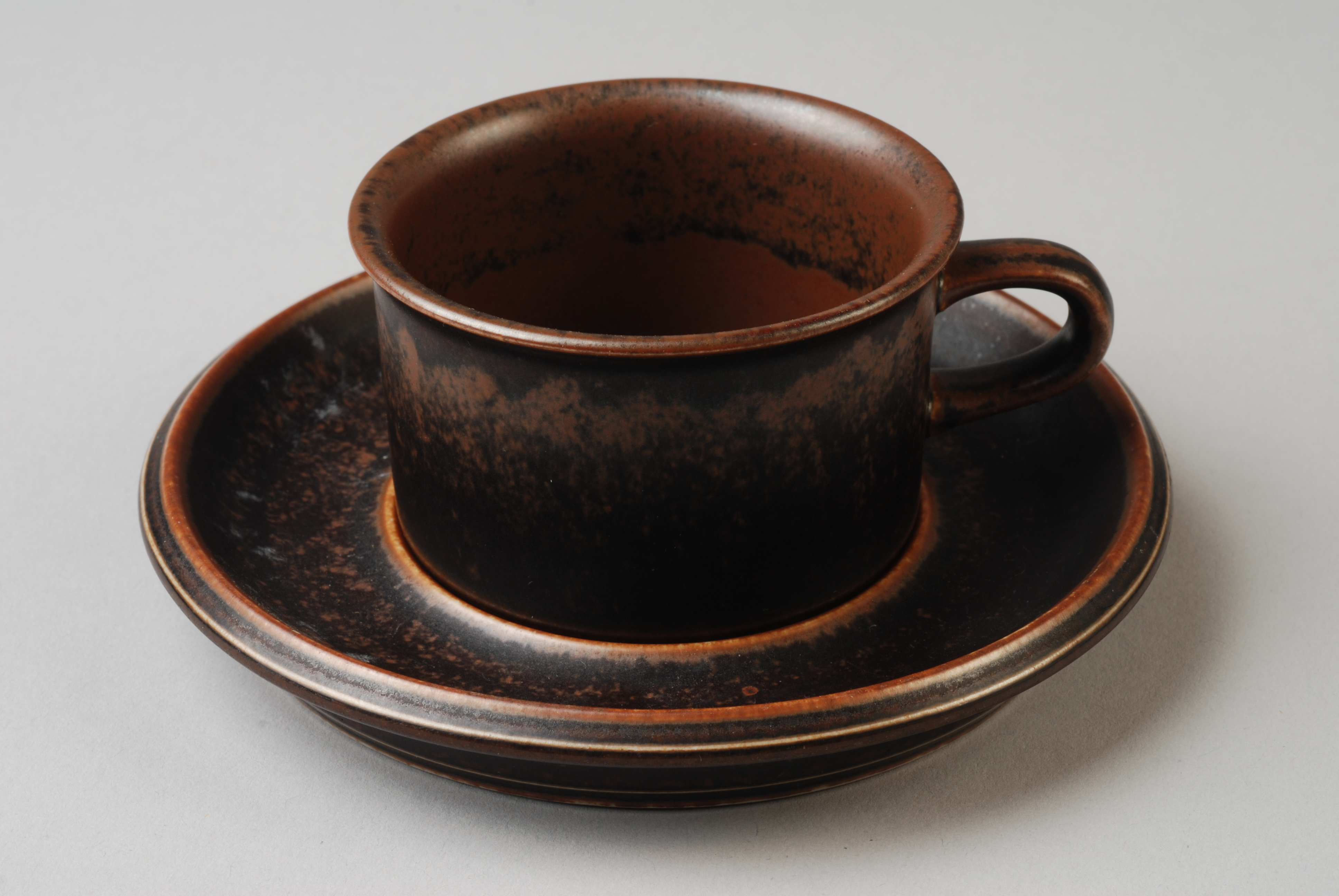
Tekopp, 4,5 hektogram. Koppen har diametern 7,0 centimeter och djupet ???/ dp 9,3 / b: dm 12,3.
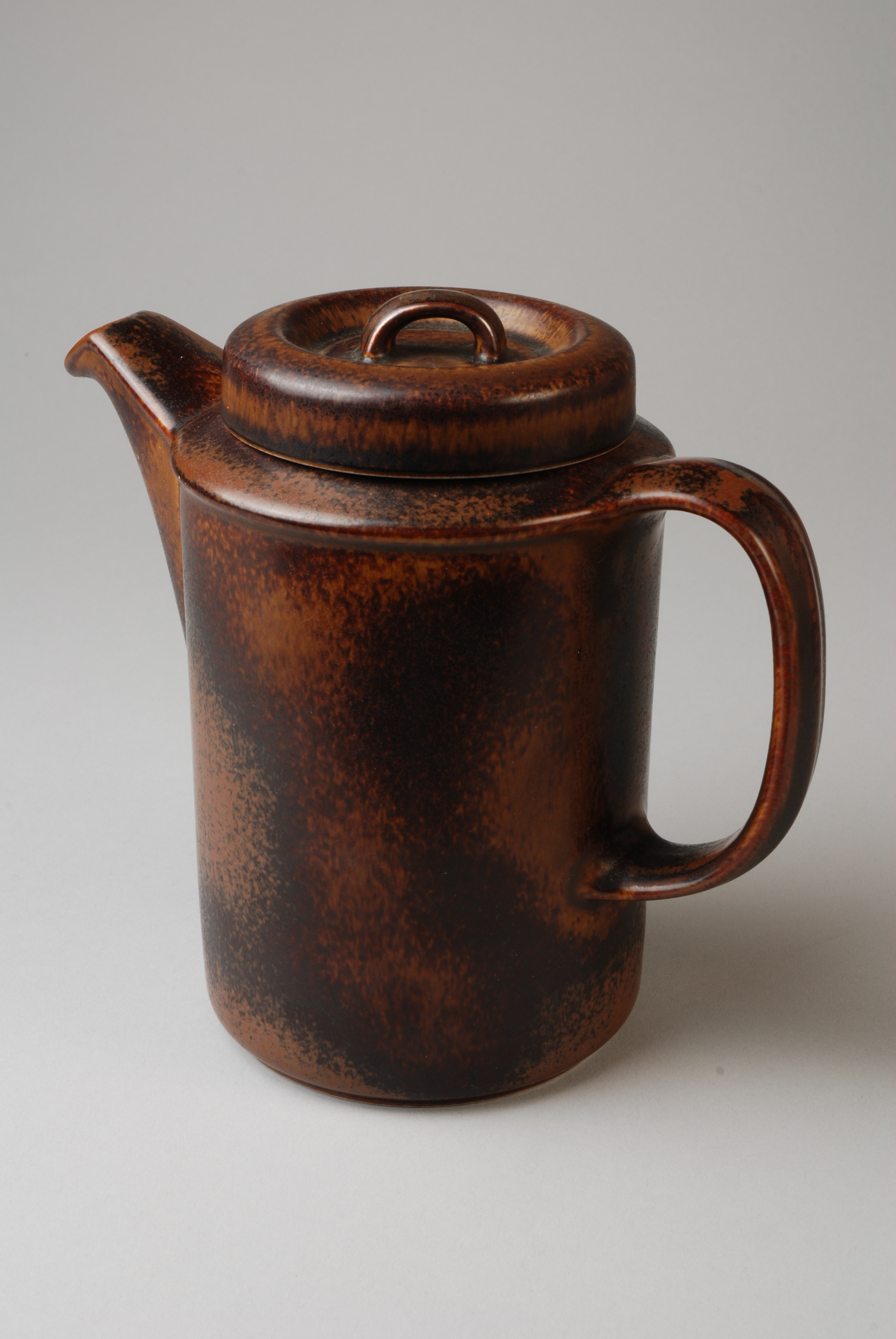
Kaffekanna, vikt 2,2 kilogram med lock.